# Drugi rząd lorda Derby

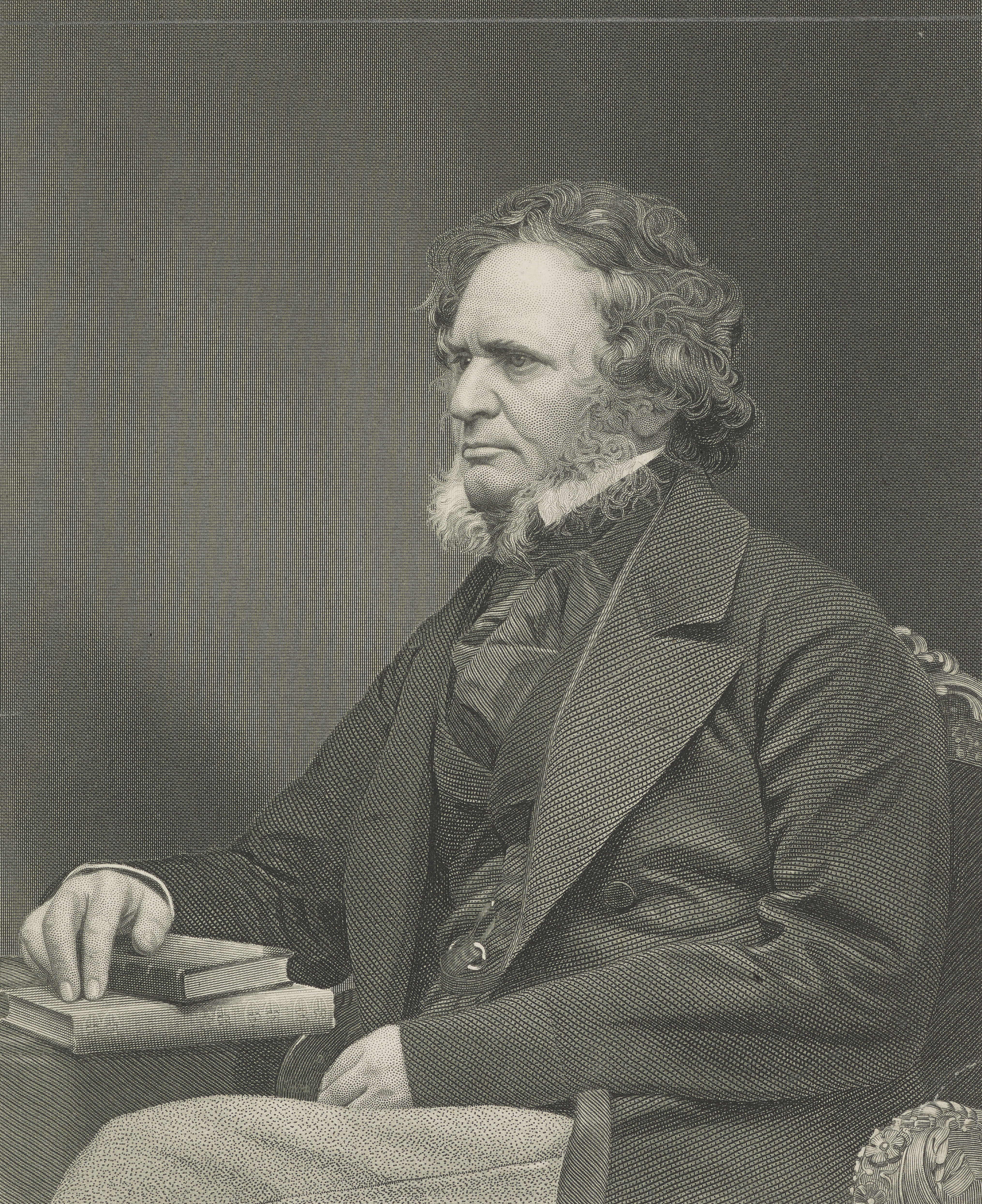
Hrabia Derby, premier, pierwszy lord skarbu

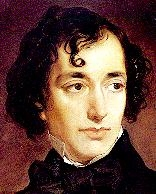
Benjamin Disraeli, kanclerz skarbu

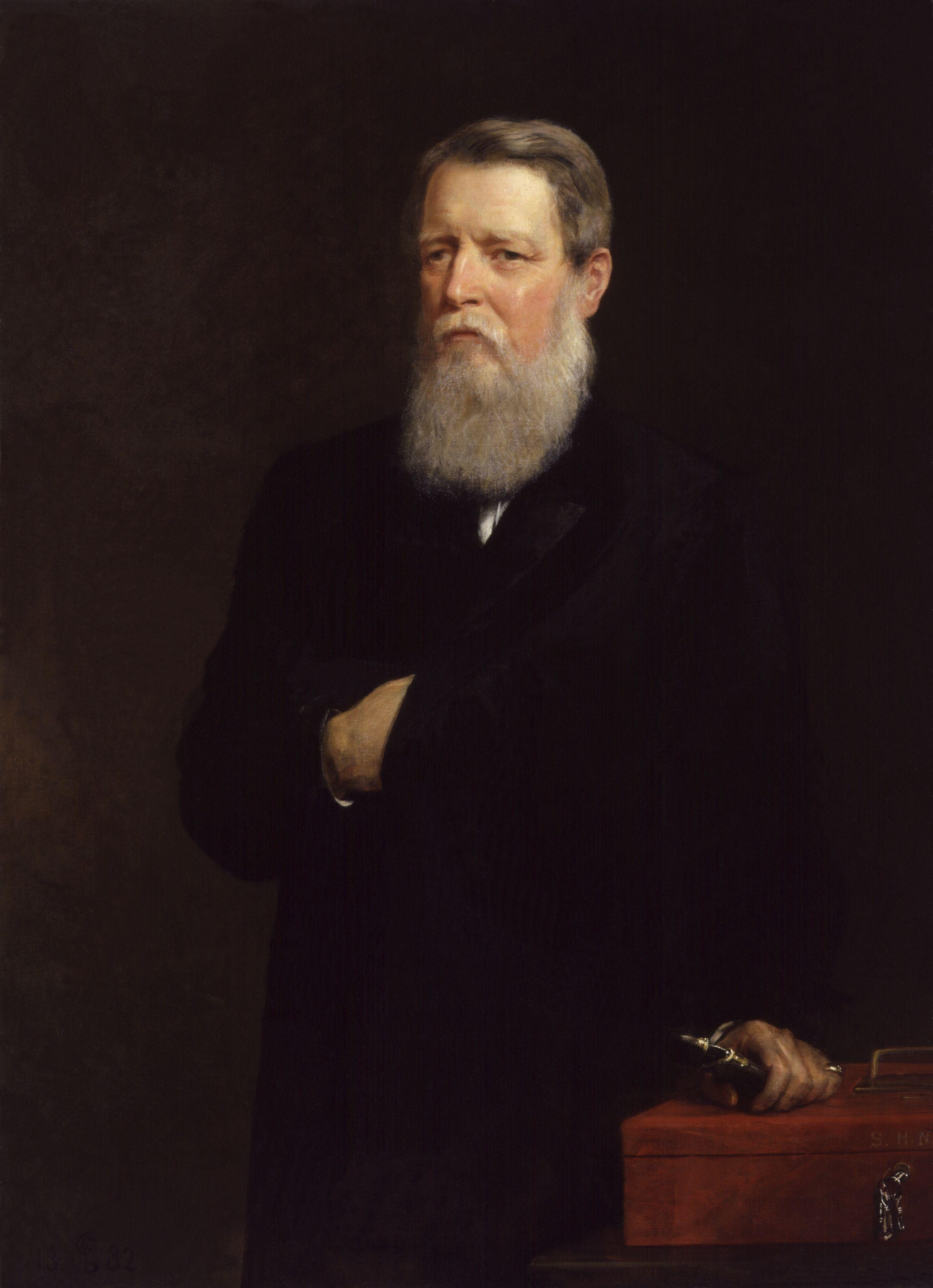
Stafford Northcote, finansowy sekretarz skarbu

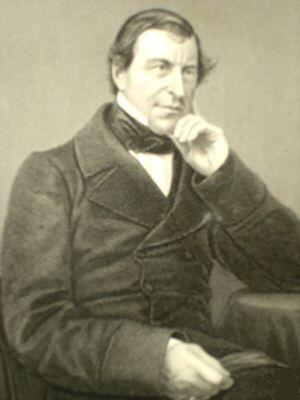
Baron Chelmsford, lord kanclerz

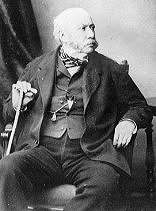
Hrabia Hardwicke, lord tajnej pieczęci

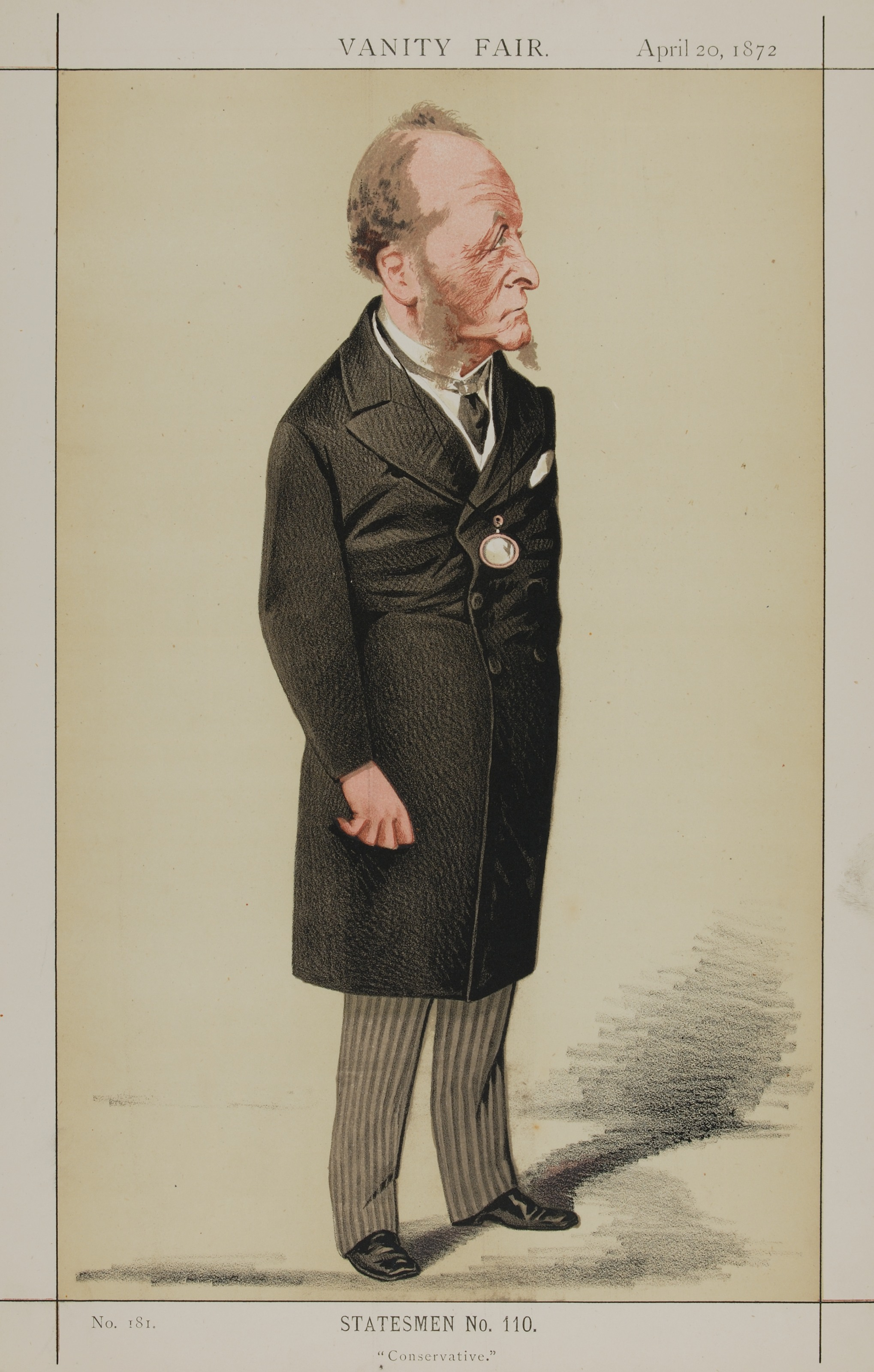
Gathorne Hardy, podsekretarz stanu w ministerstwie spraw wewnętrznych

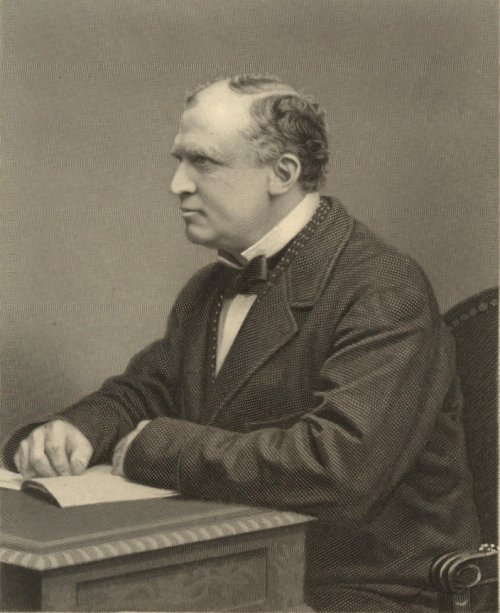
Lord Stanley, minister ds. Indii, przewodniczący Rady Kontroli, minister kolonii

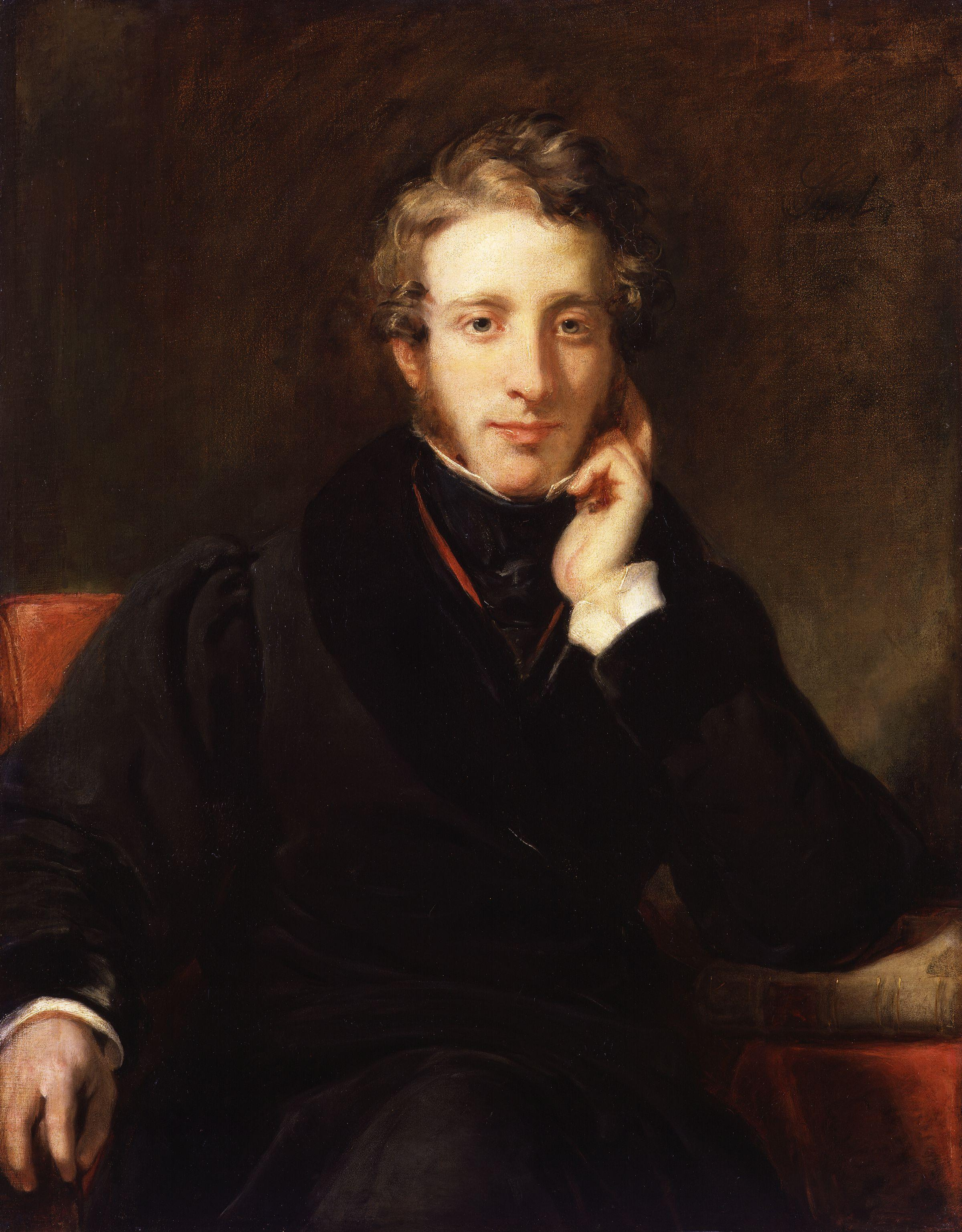
Edward Bulwer-Lytton, minister kolonii

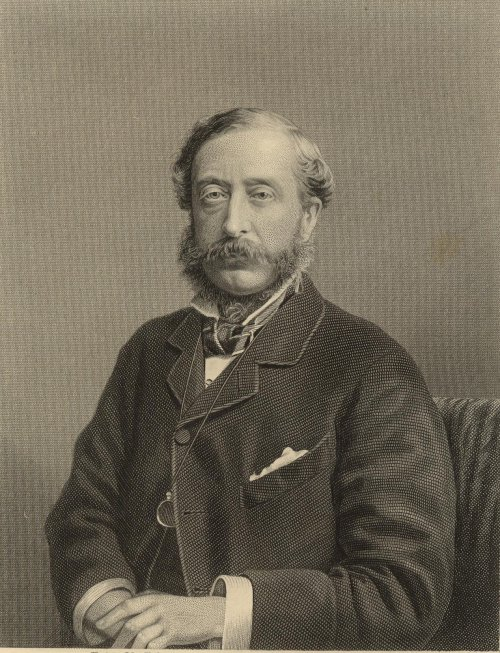
Hrabia Carnarvon, podsekretarz stanu w ministerstwie kolonii

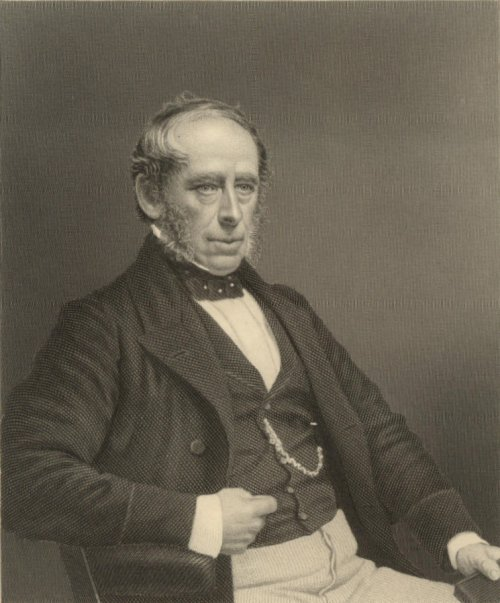
John Pakington, pierwszy lord Admiralicji

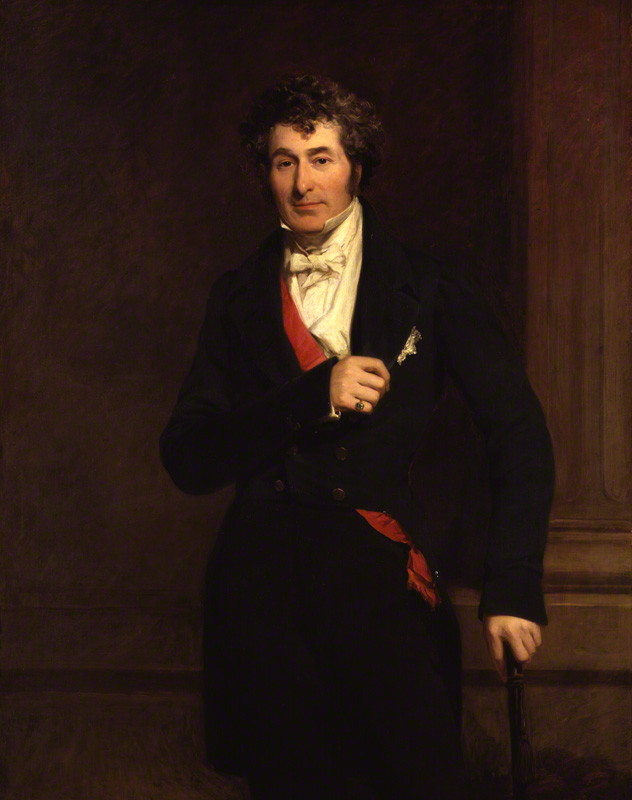
Hrabia Ellenborough, przewodniczący Rady Kontroli

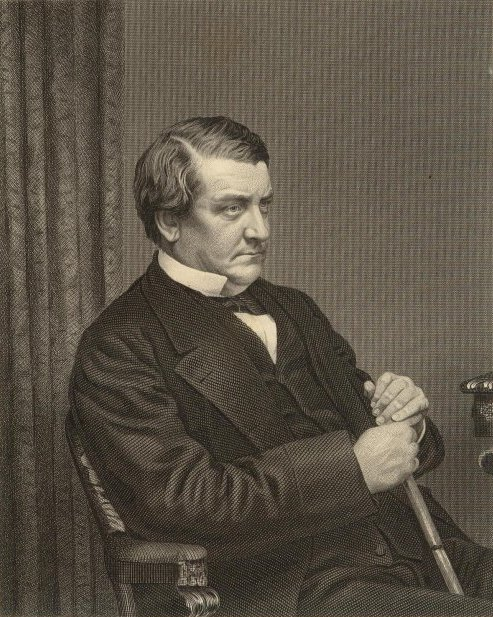
Lord Naas, główny sekretarz Irlandii

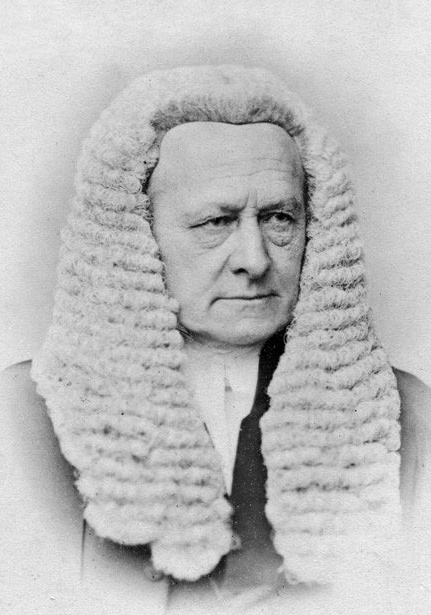
Fitzroy Kelly, prokurator generalny

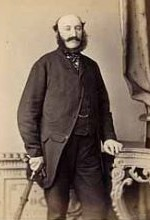
Książę Beaufort, Koniuszy Królewski

Drugi rząd lorda Derby – rząd pod przewodnictwem Edwarda Stanleya, 14. hrabiego Derby, istniał od 21 lutego 1858 do 11 czerwca 1859.
Członków ścisłego gabinetu wyróżniono tłustym drukiem.

## Skład rządu
| Urząd                                                  | Imię i nazwisko | Kadencja            |
| ------------------------------------------------------ | --- | ------------------- |
| Premier Pierwszy lord skarbu                           | Edward Stanley, 14. hrabia Derby | 1858–1859           |
|                                                        | |                     |
| Kanclerz skarbu                                        | Benjamin Disraeli | 1858–1859           |
| Parlamentarny sekretarz skarbu                         | William Jolliffe | 1858–1859           |
| Finansowy sekretarz skarbu                             | George Alexander Hamilton Stafford Northcote | 1858–1859 1859      |
| Młodsi lordowie skarbu                                 | Lord Henry Lennox Thomas Edward Taylor Henry Whitmore Peter Blackburn | 1858–1859 1859      |
| Lord kanclerz                                          | Frederic Thesiger, 1. baron Chelmsford | 1858–1859           |
| Lord przewodniczący Rady                               | James Gascoyne-Cecil, 2. markiz Salisbury | 1858–1859           |
| Lord tajnej pieczęci                                   | Charles Yorke, 4. hrabia Hardwicke | 1858–1859           |
| Minister spraw wewnętrznych                            | Spencer Horatio Walpole Thomas Sotheron-Estcourt | 1858–1859 1859      |
| Podsekretarz stanu w ministerstwie spraw wewnętrznych  | Gathorne Hardy | 1858–1859           |
| Minister spraw zagranicznych                           | James Harris, 3. hrabia Malmesbury | 1858–1859           |
| Podsekretarz stanu w ministerstwie spraw zagranicznych | William Vesey-FitzGerald | 1858–1859           |
| Minister wojny                                         | Jonathan Peel | 1858–1859           |
| Podsekretarz stanu w ministerstwie wojny               | Charles Hardinge, 2. wicehrabia Hardinge James St Claire-Erskine, 3. hrabia Rosslyn | 1858–1859 1859      |
| Minister ds. kolonii                                   | Edward Stanley, lord Stanley Edward Bulwer-Lytton | 1858 1858–1859      |
| Podsekretarz stanu w ministerstwie ds. kolonii         | Henry Herbert, 4. hrabia Carnarvon | 1858–1859           |
| Minister ds. Indii                                     | Edward Stanley, lord Stanley | 1858–1859           |
| Podsekretarz stanu w ministerstwie ds. Indii           | Henry Baillie | 1858–1859           |
| Pierwszy lord Admiralicji                              | John Pakington | 1858–1859           |
| Sekretarz przy Admiralicji                             | Henry Thomas Lowry-Corry | 1858–1859           |
| Cywilny lord Admiralicji                               | Algernon Percy, lord Lovaine Frederick Lygon | 1858–1859 1859      |
| Przewodniczący Rady Kontroli                           | Edward Law, 1. hrabia Ellenborough Edward Stanley, lord Stanley | 1858                |
| Sekretarz przy Radzie Kontroli                         | Henry Baillie | 1858                |
| Przewodniczący Zarządu Handlu                          | Joseph Warner Henley Richard Hely-Hutchinson, 4. hrabia Donoughmore | 1858–1859 1859      |
| Wiceprzewodniczący Zarządu Handlu                      | Richard Hely-Hutchinson, 4. hrabia Donoughmore Algernon Percy, lord Lovaine | 1858–1859 1859      |
| Pierwszy komisarz ds. prac publicznych                 | lord John Manners | 1858–1859           |
| Wiceprzewodniczący Rady Edukacji                       | Charles Bowyer Adderley | 1858–1859           |
| Przewodniczący Rady Zdrowia                            | Charles Bowyer Adderley | 1858                |
| Główny sekretarz Irlandii                              | Richard Bourke, lord Naas | 1858–1859           |
| Lord namiestnik Irlandii                               | Archibald Montgomerie, 13. hrabia Eglinton | 1858–1859           |
| Kanclerz Księstwa Lancaster                            | James Graham, 4. książę Montrose | 1858–1859           |
| Paymaster-General                                      | Richard Hely-Hutchinson, 4. hrabia Donoughmore Algernon Percy, lord Lovaine | 1858–1859 1859      |
| Przewodniczący Rady Praw Biednych                      | Thomas Sotheron Estcourt | 1858–1859           |
| Parlamentarny sekretarz przy Radzie Praw Biednych      | Frederick Knight | 1858–1859           |
| Minister bez teki                                      | Joseph Warner Henley Richard Hely Hutchinson, 4. hrabia Donoughmore | 1858–1859 1859      |
| Poczmistrz generalny                                   | Charles Abbot, 2. baron Colchester | 1858–1859           |
| Prokurator generalny                                   | Fitzroy Kelly | 1858–1859           |
| Radca generalny Anglii i Walii                         | Hugh Cairns | 1858–1859           |
| Najwyższy Sędzia Wojskowy                              | John Mowbray | 1858–1859           |
| Lord adwokat                                           | John Inglis Charles Baillie David Mure | 1858 1858–1859 1859 |
| Solicitor General dla Szkocji                          | Charles Baillie David Mure George Patton | 1858 1858–1859 1859 |
| Prokurator Generalny dla Irlandii                      | James Whiteside | 1858–1859           |
| Solicitor General dla Irlandii                         | Henry George Hughes Edmund Hayes | 1858–1859 1859      |
| Lord steward                                           | Brownlow Cecil, 2. markiz Exeter | 1858–1859           |
| Lord szambelan                                         | George Sackville-West, 5. hrabia De La Warr | 1858–1859           |
| Koniuszy królewski                                     | Henry Somerset, 8. książę Beaufort | 1858–1859           |
| Skarbnik Dworu Królewskiego                            | Claud Hamilton | 1858–1859           |
| Kontroler Dworu Królewskiego                           | George Weld-Forester | 1858–1859           |
| Kapitan Gentelmen-at-Arms                              | Henry Chetwynd-Talbot, 18. hrabia Shrewsbury | 1858–1859           |
| Kapitan Ochotników Gwardii                             | William FitzGerald-de Ros, 23. baron de Ros | 1858–1859           |
| Opiekun stajni królewskich                             | John Montagu, 7. hrabia Sandwich | 1858–1859           |
| Chief Equerry Clerk Marshal                            | Charles Colville, 10. lord Colville of Culross | 1858–1859           |
| Mistress of the Robes                                  | Louisa Montagu, księżna Manchester | 1858–1859           |
| Lord-in-waiting                                        | James Grimston, 2. hrabia Verulam George Holroyd, 2. hrabia Sheffield William Drummond, 7. wicehrabia Strathallan Henry Hepburne-Scott, 7. lord Polwarth Edward Crofton, 2. baron Crofton William Bateman-Hanbury, 2. baron Bateman Richard Somerset, 2. baron Raglan | 1858–1859           |